# Pontechium maculatum
Pontechium maculatum är en strävbladig växtart. Pontechium maculatum ingår i släktet Pontechium och familjen strävbladiga växter.

## Underarter
Arten delas in i följande underarter:
- P. m. maculatum
- P. m. acutifolium

## Bildgalleri

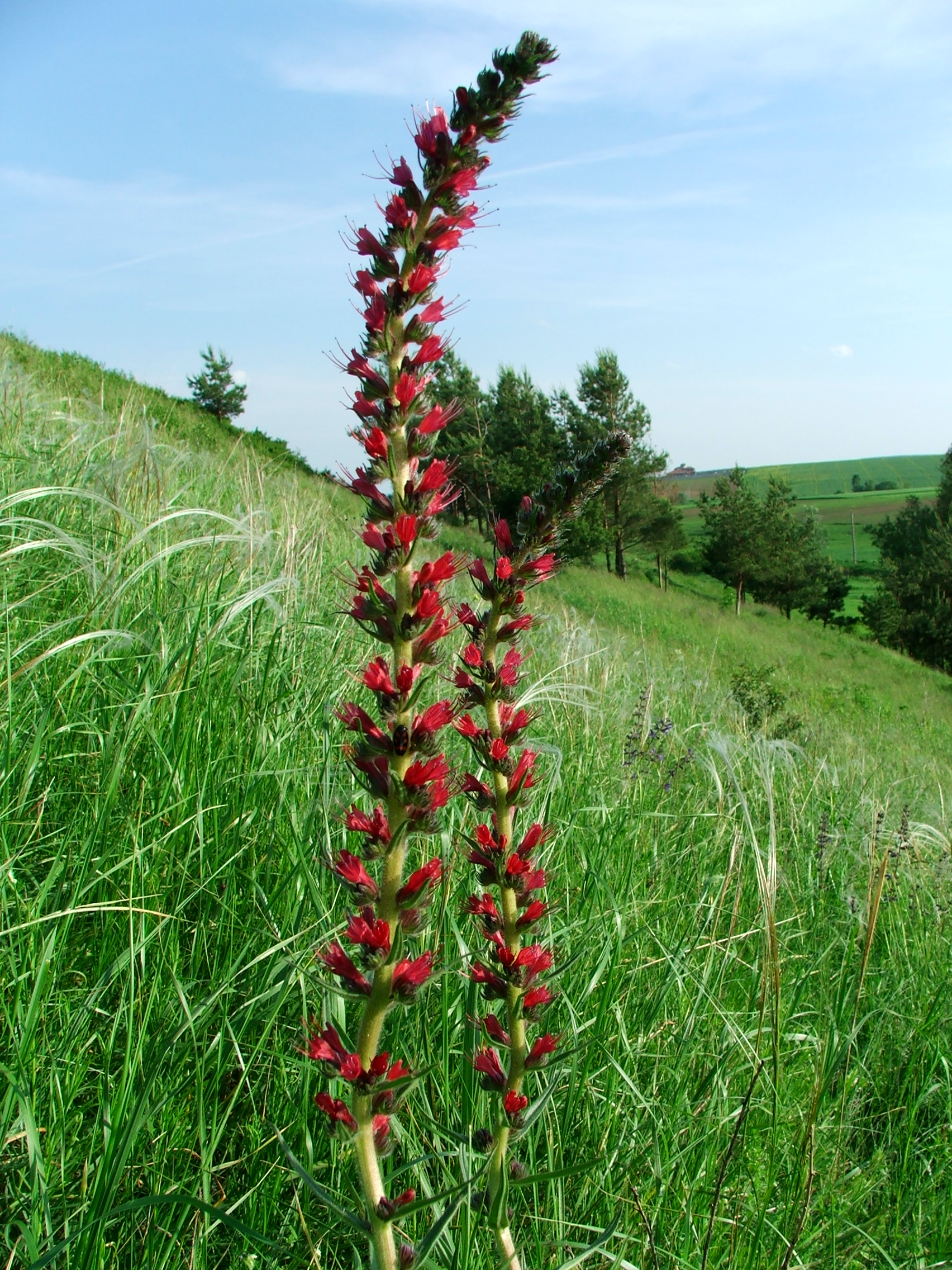
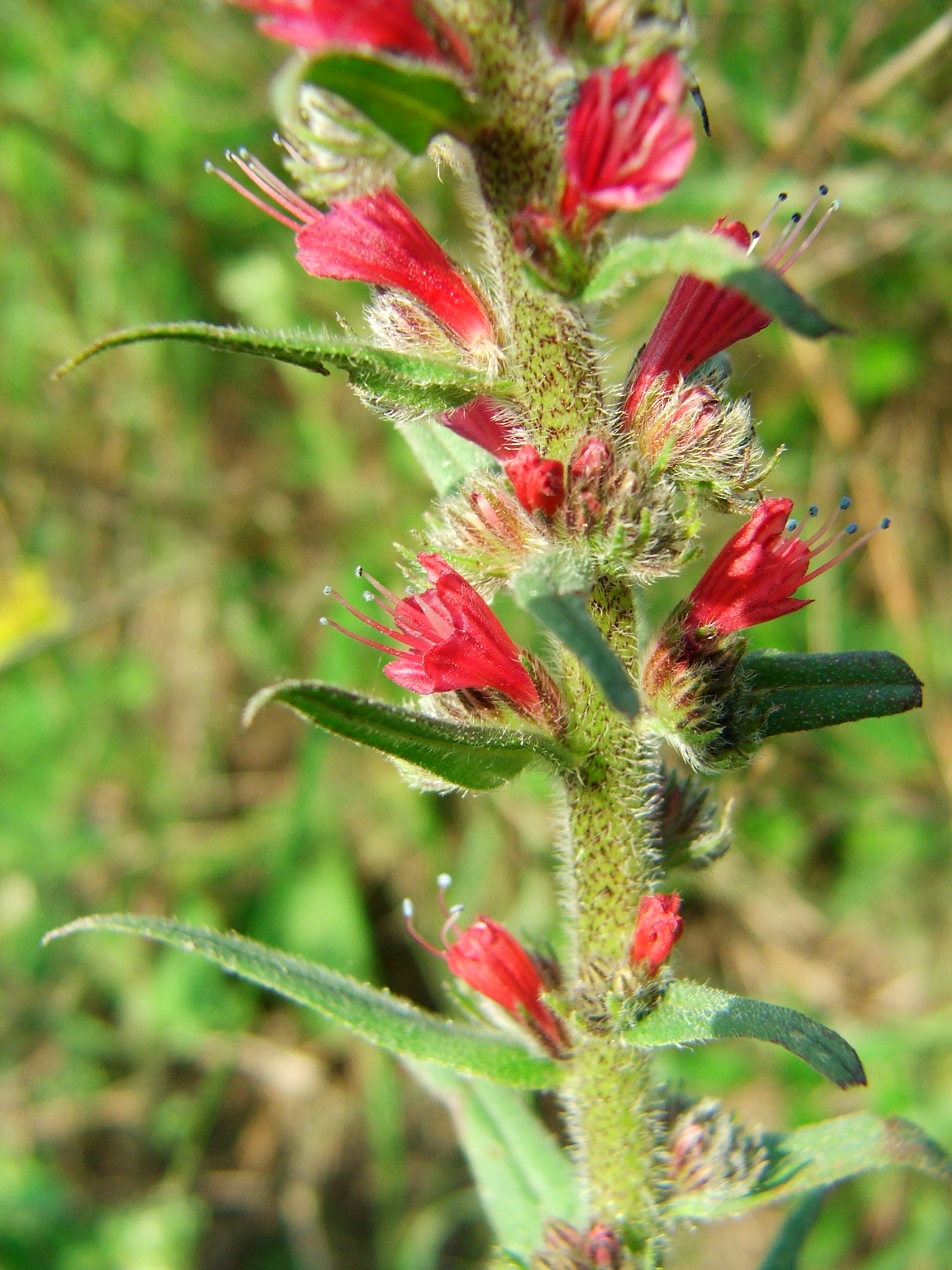